# پولی مالیناجی
پولی مالیناجی (ایتالیایی: Paulie Malignaggi؛ زادهٔ ۲۳ نوامبر ۱۹۸۰) بوکسور اهل ایالات متحده آمریکا است.